# Panzerzug Student
Der Panzerzug Student (russisch Бронепоезд Студент Bronepojesd Student oder Panzerzug Schelbat-1 russisch Бронепоезд Желбат-1 Bronepojesd Schelbat-1) war ein Panzerzug der Weißen Armee aus der Zeit des Russischen Bürgerkrieges von 1919.

## Geschichte
Am 24. September 1919 wurde in Kiew ein Behelfspanzerzug mi der Nummer 7 aufgestellt und dem 2. Eisenbahnbataillon unterstellt. Bis zum Februar 1920 lief er unter dem Namen Panzerzug Schelbat-1. Im Februar wurde er in Panzerzug Student umbenannt. Diese Umbenennung wurde aufgrund der fast nur von Studenten gestellten Besatzung durchgeführt.

## Technische Daten

### Artilleriewagen
Im Panzerzug Student gab es einen Artilleriewagen, welcher mit einem Artilleriegeschütz ausgerüstet war.

### Maschinengewehrwagen
Der Panzerzug Student verfügte über einen Maschinengewehrwagen. In diesem konnten sieben Maschinengewehre eingesetzt werden.

## Einsatz
Ab Oktober 1919 kam der Panzerzug Schelbat-1 bei Operationen auf der Eisenbahnstrecke zwischen Tschernihiw und Itschnja.
Am 24. Februar 1920 zogen sich die Truppen der Weißen Armee immer weiter in Richtung der Halbinsel Krim zurück. Dabei wurde der Panzerzug vor der Brücke über die Sywasch-Bucht von bolschewistischen Truppen beschossen und zerstört. Ein Wagen konnte gerettet werden und wurde danach beim Panzerzug Slawa Kubani wieder eingesetzt.

## Zugpersonal
- Panzerzugkommandant
  - Leutnant Schimkewitsch